# Abbas Kiarostami
Abbas Kiarostami (tiếng Ba Tư: عباس کیارستمی  Abbās Kiyārostamī;, sinh ngày 22 tháng 6 năm 1940 - 4 tháng 7 năm 2016) là một đạo diễn điện ảnh, nhà sản xuất phim, kịch gia, nhiếp ảnh gia người Iran nổi tiếng quốc tế. Ông là một nhà làm phim hoạt động từ năm 1970, Kiarostami đã tham giatrong hơn bốn mươi bộ phim, bao gồm cả thể loài phim ngắn và tài liệu. Kiarostami nổi tiếng khi đạo diễn cho các bộ phim Koker Trilogy (1987-1994), Taste of Cherry (Hương vị anh đào) (1997), và The Wind Will Carry Us (Gió sẽ mang chúng ta đi) (1999).
Kiarostami đã tham gia rộng rãi vào các lĩnh vực biên kịch, biên tập phim, giám đốc nghệ thuật. Ông cũng là một nhà thơ, nhiếp ảnh gia, họa sĩ, vẽ tranh minh họa và thiết kế đồ họa. Ông là một phần của một thế hệ các nhà làm phim trong Làn sóng mới của Iran, một phong trào điện ảnh Ba Tư phong trào bắt đầu vào cuối những năm 1960 và bao gồm các đạo diễn tiên phong như Forough Farrokhzad, Sohrab Shahid Saless, Mohsen Makhmalbaf, Bahram Beizai, và Parviz Kimiavi. Những nhà làm phim chia sẻ nhiều kỹ thuật phổ biến bao gồm cả việc sử dụng các cuộc đối thoại đầy chất thơ và kể chuyện ngụ ngôn đối phó với các vấn đề chính trị và triết học.
Kiarostami có một danh tiếng cho việc sử dụng nhân vật chính trẻ em, cho những bộ phim tường thuật theo phong cách phim tài liệu, cho câu chuyện diễn ra ở các làng nông thôn, và cho các cuộc hội thoại diễn ra xe ô tô bên trong, bằng cách sử dụng camera gắn cố định. Ông còn nổi tiếng với việc sử dụng của thơ đương đại của Iran trong cuộc đối thoại, tiêu đề, và chủ đề của bộ phim của ông.